# ماسليون
ماسليون (بالفرنسية: Masléon)‏ هي بلدية في مقاطعة فيين العليا في منطقة أقطانية الجديدة غرب وسط فرنسا.